# Zbigniew Morsztyn

Phù hiệu áo giáp của Zbigniew Morsztyn

Zbigniew Morsztyn (hay Morstin, Morstyn) (sinh khoảng năm 1628 tại Kraków – mất ngày 13 tháng 12 năm 1689 tại Königsberg) là một nhà thơ người Ba Lan.

## Tiểu sử
Zbigniew Morsztyn sinh tại Kraków. Trong giai đoạn chín năm 1648-1657, ông đã tham gia quân đội và chiến đấu chống lại Đế quốc Thụy Điển và Sa quốc Nga trong các cuộc Chiến tranh phương Bắc. Thể loại tác phẩm nổi bật nhất của Zbigniew Morsztyn phải kể đến thơ tôn giáo. Điều này tương phản với phong cách sáng tác của anh họ ông là nhà thơ Jan Andrzej Morsztyn.
Zbigniew Morsztyn là thành viên của một giáo phái Kitô giáo mang tên Huynh đệ Ba Lan. Giáo phái này tồn tại từ năm 1562 đến năm 1658. Dưới sức ép của các cuộc đàn áp tôn giáo  tại Ba Lan, vào năm 1662, Zbigniew Morsztyn chạy trốn đến Công quốc Phổ. Tại đây, ông trở thành Ủy viên Hội đồng Ducal của Frederick William. Năm 1669, Zbigniew Morsztyn trở thành người quản lý các điền trang thuộc sở hữu của nữ công tước Ludwika Karolina Radziwiłł.
Zbigniew Morsztyn mất năm 1689 tại Königsberg. Ông được chôn cất ở Stara Rudówka vào một năm sau đó.